# Naked Sky Entertainment
Naked Sky Entertainment is een bedrijf te Los Angeles dat computerspellen ontwikkelt. Het werd in 2002 opgericht door Tian Mu, Joshua Glazer en Sam Thibault. Het is met name bekend door het spel RoboBlitz uit 2006. RoboBlitz werd ontwikkeld als demonstratie van de technische capaciteiten van een dual-core Intel-processor. Vervolgens werd het omgebouwd naar een volwaardig spel en uitgebracht voor de Xbox 360 en Windows.

## Spellen
- RoboBlitz (2006)
- Twister Mania (2011)